# Pierre Louis Alphée Cazenave

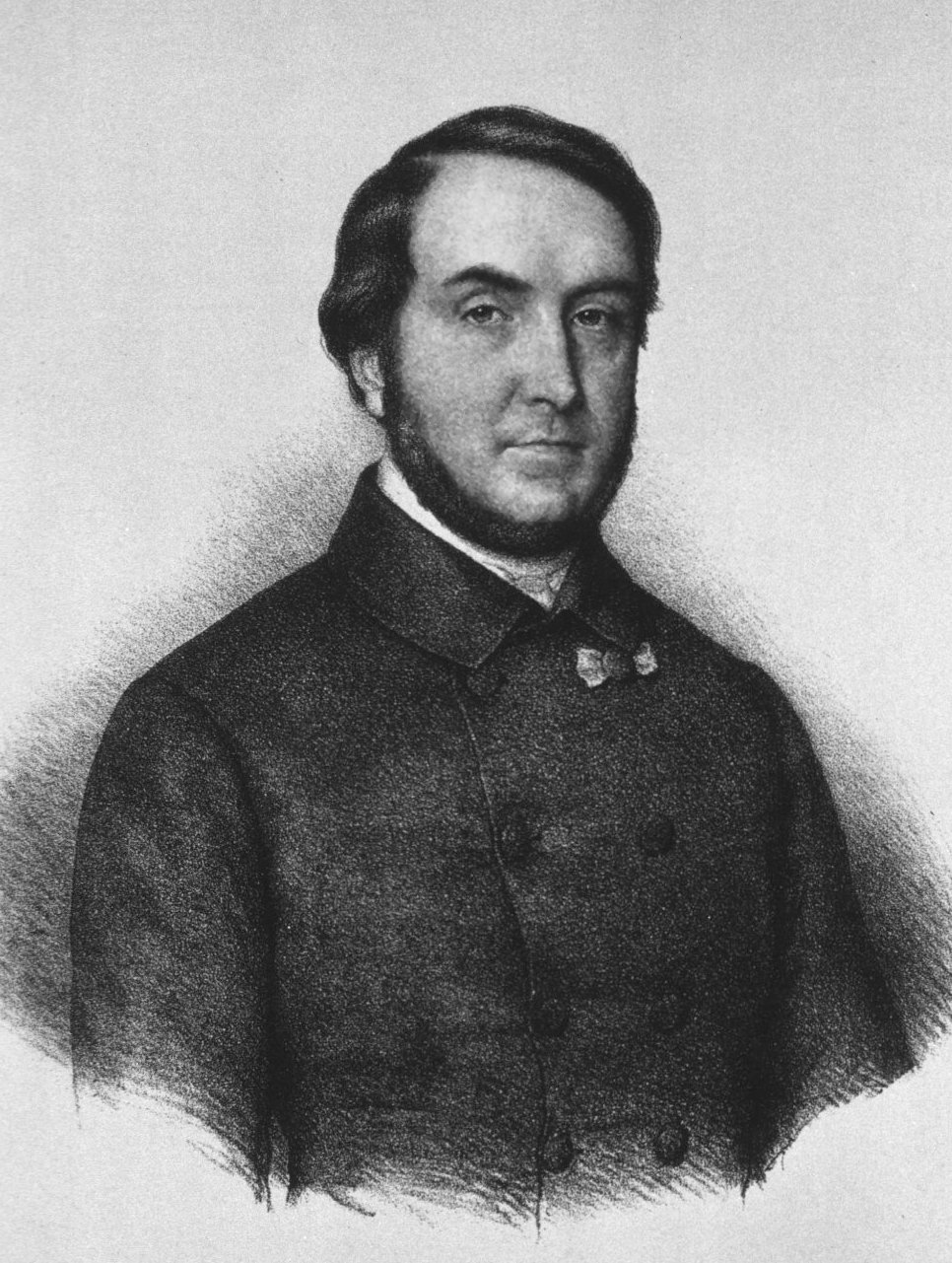
Pierre Louis Alphée Cazenave

Pierre Louis Alphée Cazenave (ur. 1795, zm. 1877) – francuski lekarz dermatolog, praktykował w Hôpital Saint-Louis. Opisał pęcherzycę liściastą. Wprowadził do medycyny termin tocznia rumieniowatego (lupus erythromatosus).